# MultiCam (камуфляж)
Камуфляж Мультикам (англ. MultiCam, читається як «мӑлтікем», розм. «мультик»; інколи англ. OCP або англ. OEFCP (OEF Camouflage Pattern)) — деформаційний військовий камуфляж, що складається з нерегулярних плям 7 кольорів. Розроблений у 2002 році американською фірмою Crye Precision разом з U.S. Army Soldier Systems Center (також відомий як U.S Army Natick labs).
Військові однострої з камуфляжами, розробленими на основі камуфляжу Мультикам, використовуються збройними силами низки країн, зокрема Британії (з 2010 року), Австралії (з 2014 року), США (з 2015 року), Німеччини (з 2016 року), Франції (з 2024 року) та України (з 2025 року).

## Історія

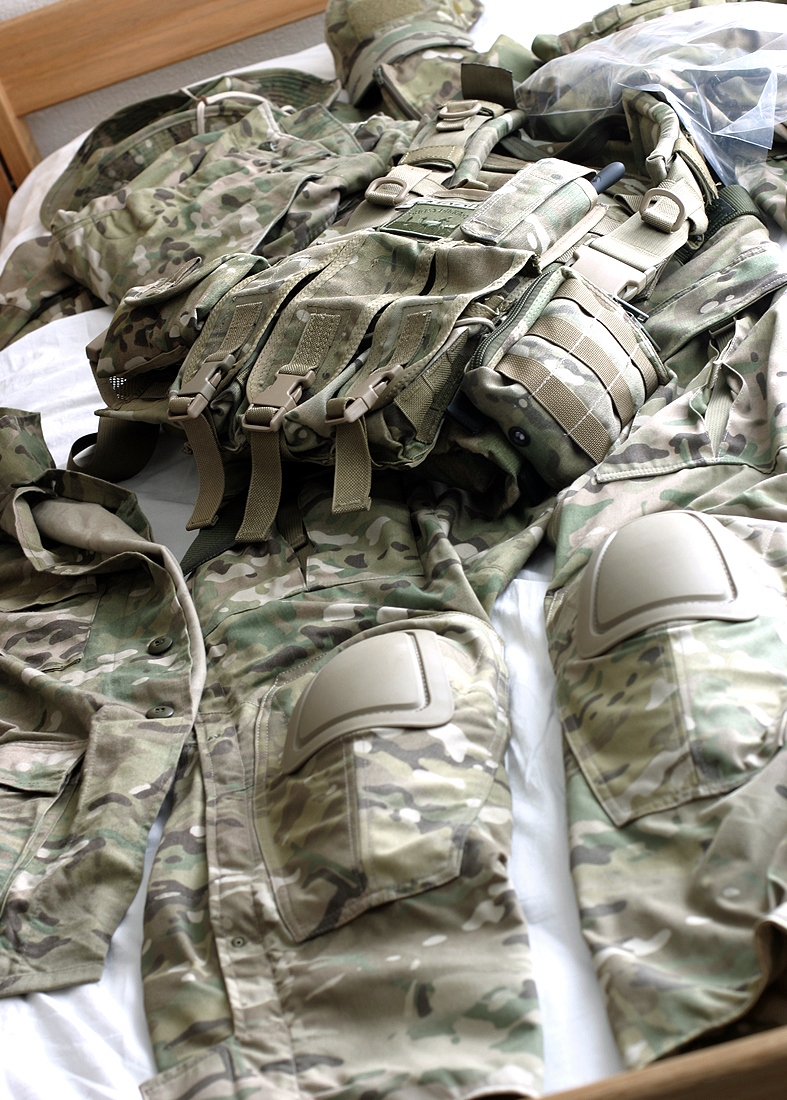
Камуфляж MultiCam

Шаблон камуфляжного візерунку для армійського однострою, що пізніше ліг в основу Мультикама, був розроблений у 2002 році фірмою Crye Precision разом з U.S. Army Soldier Systems Center по контракту з армією США для заміни старих камуфляжів, які на той час використовувались американськими збройними силами — 3-колірного «пустельного» камуфляжу DCU та «лісового» камуфляжу Woodland. Проте у 2004 році, на конкурсі на новий однострій для Армії США, цей візерунок програв Універсальному камуфляжу (USP).
Відтак компанія Crye Precision почала поширювати Мультикам на цивільному ринку, де він досить швидко став популярним і вельми розповсюдженим серед військових ентузіастів. Численні спецпідрозділи по усьому світі почали використовувати його як один із варіантів однострою, як приклад, він офіційно використовується в Україні спецпідрозділом СБУ ЦСО «А» («Альфа»). Мультикам використовують деякі секретні служби на території США, такі як Департамент Внутрішньої Безпеки США, Служба Міграційного Контролю та інші. Неліцензійна копія Мультикаму «Суецький візерунок», також відома під назвою «Камогром», використовується польськими спецпідрозділами GROM, BOA і BOR. Його популярність серед гравців у страйкбол (англ. airsoft) привела до того, що деякі стали називати його «Ейрсофткам». В Україні жаргонна назва цього камуфляжу «Мультік».
На початку 2010-х, під час бойових дій американського контингенту в Афганістані в рамках операції «Нескорена свобода», армія США прийшла до висновку, що універсальний камуфляж (UCP) не задовольняє належним чином усі потреби в маскуванні для ландшафтів багатьох регіонів Афганістану. Тому у травні 2010 року для підрозділів армії США, що направлялись до Афганістану, Іраку, Європи та Північної Африки почали використовувати однострій з камуфляжним візерунком Мультикам.
В період з 2015 по 2019 роки усі підрозділи армії та ВПС США перейшли на використання нового камуфляжу з візерунком під назвою Scorpion W2, що був розроблений на основі Мультикаму й отримав назву Оперативний камуфляж (OCP).

## Галерея

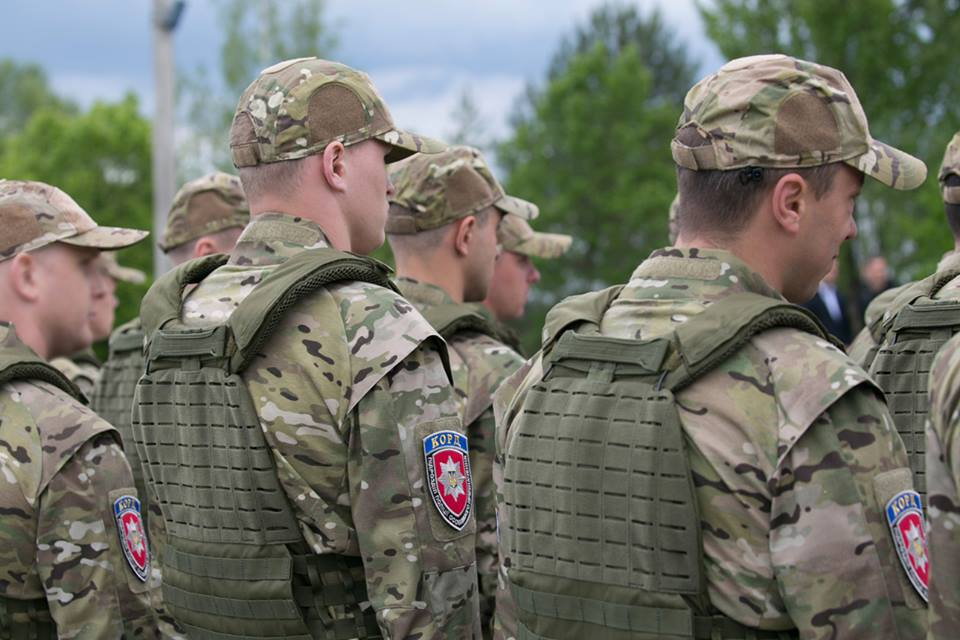
Бійці КОРДу
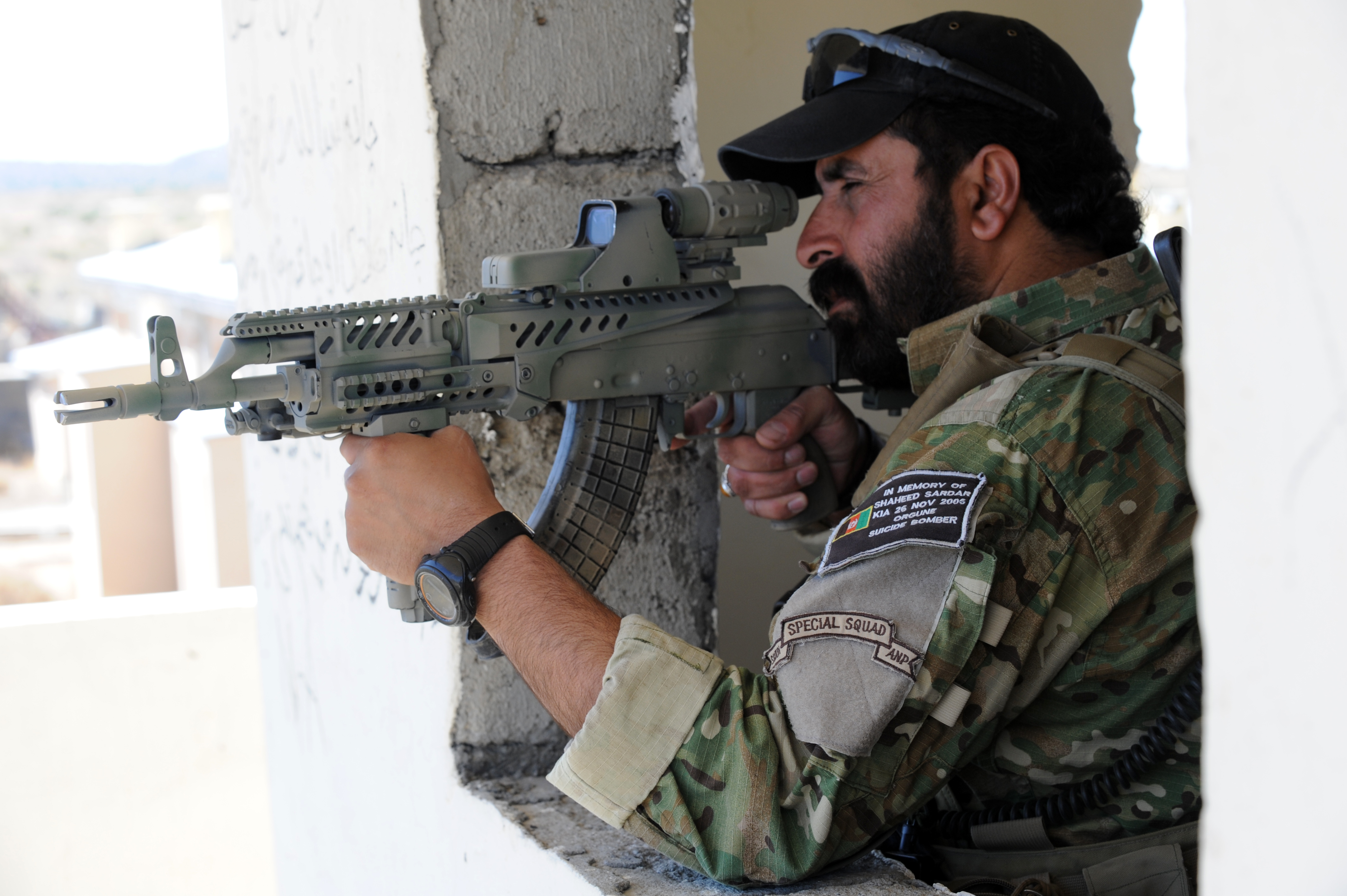
Афганський прикордонник, 2010
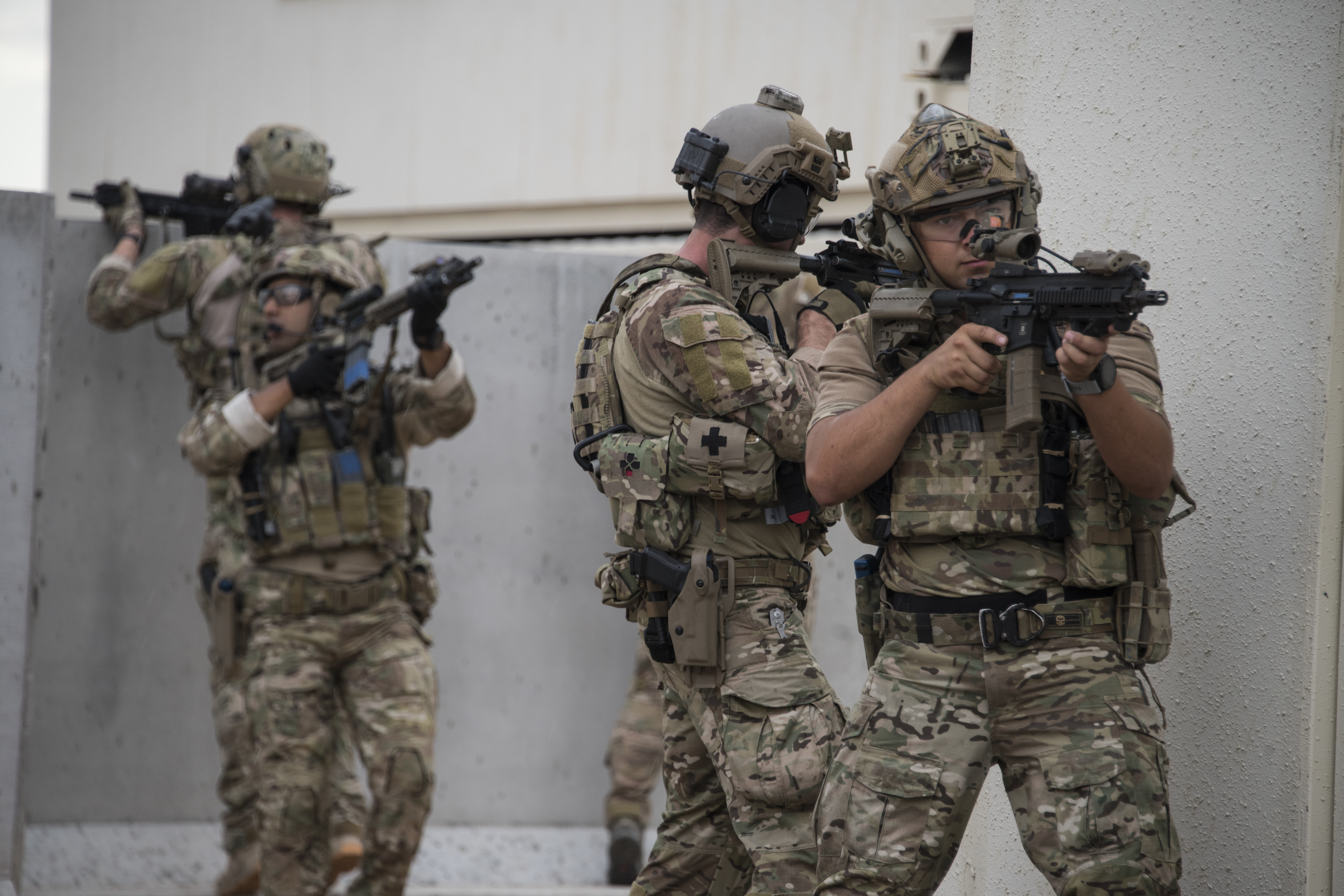
Військові ВПС США
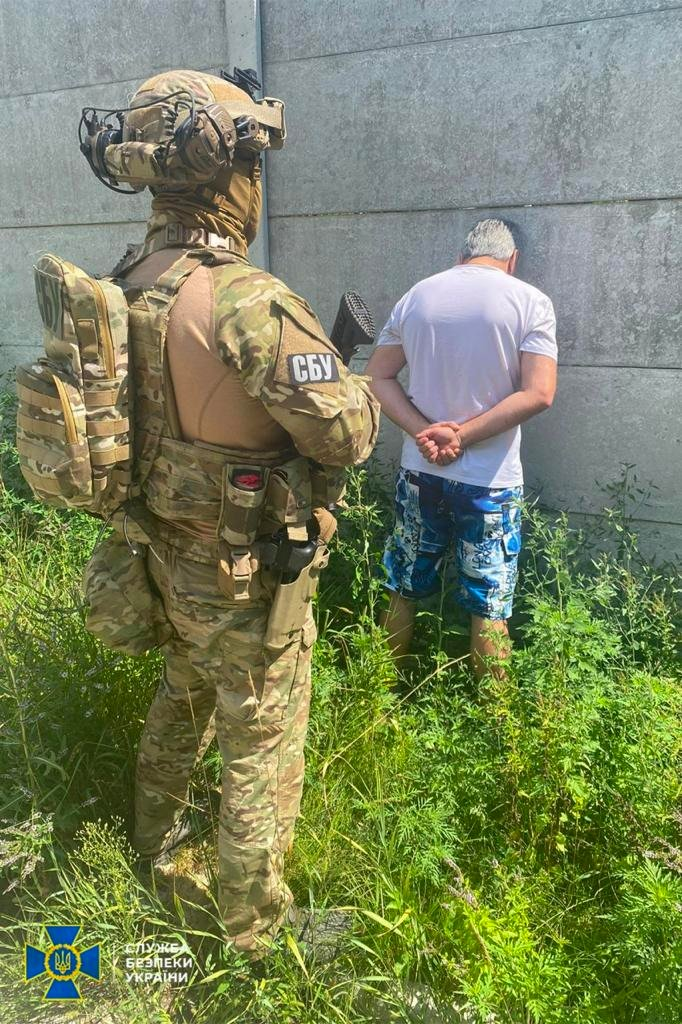
Оперативник СБУ в 2022

## У кіно
У 2007 році на екрани вийшов фантастичний фільм «Трансформери», у якому бійці спецпідрозділу Армії США з'явилися в уніформі у малюнку Мальтикам. Камуфляж Мультикам використаний у грі Tom Clancy's Ghost Recon Advanced Warfighter.